# Adonia
Adonia was volgens de Hebreeuwse Bijbel de vierde zoon van koning David, die hij kreeg bij Chaggit (2 Samuel 3:4; 1 Kronieken 3:2). Hij werd in Hebron geboren. 
Adonia komt alleen handelend voor in het verhaal in 1 Koningen 1 en 2. Hierin wordt verteld dat toen David op leeftijd gekomen was, Adonia een privéleger mobiliseerde om zelf de macht over te nemen. Door ingrijpen van de profeet Natan en Davids vrouw Batseba (de moeder van Salomo) mislukte deze poging. In plaats daarvan werd Salomo troonopvolger van David.
Toen Batseba namens Adonia een huwelijksverzoek met Abisag uit Sunem aan koning Salomo voorlegde, zag de koning dit als een bedreiging voor het koningschap en gaf hij zijn generaal Benaja opdracht om Adonia te doden.

## Leider van het volk
In Nehemia 10:17 wordt ook een Adonia genoemd. Hij was een leider van het volk (van de Israëlieten).